# Super RTL
Super RTL – najstarszy niemiecki kanał telewizyjny adresowany do dzieci i młodzieży.
Został uruchomiony 28 kwietnia 1995. Połowa jego udziałów należy do największego nadawcy komercyjnego na rynku niemieckim – RTL Group – a druga połowa do amerykańskiego koncernu Walt Disney Company (do 31 grudnia 2013 roku). Stacja, jak wszystkie niemieckie kanały RTL, nadawana jest z Kolonii. Jest niemieckim odpowiednikiem polskiej stacji Puls 2.
W Polsce dostępna jest w niekodowanym przekazie satelitarnym z Astry, a także w niektórych sieciach kablowych.

## Super RTL Primetime
Od 14 sierpnia 2019 Super RTL emituje blok programowy „Super RTL Primetime”, który obejmuje najpopularniejsze seriale Super RTL.

## Logo

### Super RTL
| Okres                                   | Opis | Logo |
| --------------------------------------- | --- | ---- |
| 28 kwietnia 1995 – 29 sierpnia 1997     | Żółty napis "Super", pod nim od południowego wschodu czerwone logo RTL. 30 sierpnia 1997 logo to zmieniło wygląd raz, różniąc się paskiem pod napisem "Super", Logo zostało stworzone przez GRFX/Novocom. |      |
| 30 sierpnia 1997 – 6 stycznia 2008      | Znak towarowy był CLT-UFA Teraz RTL Group |      |
| 7 stycznia 2008 – 13 października 2013  | Dwuwymiarowy pomarańczowo-czerwony prostokąt z białym napisem SUPER i jednowymiarowy biały prostokąt z czerwonym napisem RTL z loga RTL.                                                                  |      |
| 14 października 2013 – 13 sierpnia 2019 | Takie same logo jak dawne, jest tylko ciemniejsze. |      |
| od 14 sierpnia 2019                     | Tylko napis SUPER RTL napisany czcionką Roboto. |      |

### Super RTL Primetime
| Okres               | Opis | Logo |
| ------------------- | --- | ---- |
| od 14 sierpnia 2019 | Pomarańczowy kwadrat z napisem SUPER, a obok niego logo RTL, a obok jest pasek, przy jego prawej stronie jest napis PRIMETIME |      |

### TOGGO
| Okres                             | Opis | Logo |
| --------------------------------- | --- | ---- |
| 7 stycznia 2001 – 2 stycznia 2014 | Pogniecione koło w kolorze pomarańczowym, w nim żółty napis "TOGGO", a koniec loga jest czerwony.             |      |
| 3 stycznia 2014 – 3 czerwca 2019  | Dłuży pomarańczowy napis "TOGGO", na dole czerwony napis "von", a zaraz potem ówczesne logo stacji Super RTL. |      |
| od 4 czerwca 2019                 | Takie same jak poprzednie, logo jest ciemniejsze i brak napisu "SUPER RTL".                                   |      |

### TOGGO Plus
| Okres                 | Opis                                                                              | Logo |
| --------------------- | --------------------------------------------------------------------------------- | ---- |
| 2017 – 3 czerwca 2019 | Logo takie samo jak logo TOGGO, że zamiast VON SUPER RTL jest napis PLUS          |      |
| od 4 czerwca 2019     | Logo takie samo jak poprzednie, tylko że jest ciemniejsze i ma zielony napis PLUS |      |